# Георги Минчев (революционер)
Вижте пояснителната страница за други личности с името Георги Минчев.
Георги Хаджииванчов Минчев е български революционер и търговец.

## Биография
Роден е през 1851 г. в Хасково. Син на богатия търговец хаджи Иванчо Минчев (ок. 1808 – 1896). Учи в родния си град, а след това в Пловдивското класно училище при Йоаким Груев, след което помага на баща си. Пътува по търговски дела в Румъния, където установява връзки с революционната емиграция. Учи в Търговското училище в Триест (1869 – 1870). Той е сред съоснователите на Революционния комитет в Хасково, създаден от Васил Левски. След т.нар. Хаджиставревата афера от 1873 г. е заточен в Диарбекир. През 1876 г. успява да избяга и се установява в Румъния. Участва като доброволец в Руско-турската война, а след Освобождението се завръща в Хасково, където създава земеделско стопанство. Член е на прогресивнолибералната партия на Драган Цанков. По време на управлението на Стефан Стамболов е арестуван и интерниран. По-късно е окръжен управител в Хасково, Ловеч и София. Умира през 1903 г. в София.
Негов брат е на националреволюционера Михаил Минчев.